# Tomaat
De tomaat is een vrucht, afkomstig van de tomatenplant (Solanum lycopersicum, synoniem: Lycopersicon esculentum). De vrucht is culinair gezien een groente.
De rijpe vrucht is dan wel gezond, maar dit is in tegenstelling tot de rest van de plant, die giftig is: de plant hoort tot het geslacht nachtschade. De gifstof in deze plant (fytotoxine) heet tomatine; het is een glycoalkaloïde. De stof wordt door de plant geproduceerd als afweerstof tegen allerlei ziekteverwekkers en is ook giftig voor de mens. Bij het rijpen van de vrucht verdwijnt de gifstof hieruit, hierdoor wordt de vrucht eetbaar maar ook gevoeliger voor aantasting door onder andere schimmels en bacteriën.

## Oorsprong
Tomaten zijn afkomstig uit Meso-Amerika, waar de voorvaderen van de Azteken en de Maya's kleine varianten kweekten. Toen de Spanjaarden Mexico veroverden was de plant daar al ingeburgerd. De Spaanse conquistadores stuurden planten met kleine gele vruchten, die in het Nahuatl, de taal van de Azteken xitomatl, werden genoemd, naar Spanje (het woord is verwant aan een ander Azteeks woord, namelijk xipotatl, de aardappel - vergelijk het Engelse potato en tomato). De als giftig beschouwde planten werden als sierplant geteeld. Rond 1750 kwam men er in Italië en de Provence achter dat de gele vruchtjes, "pomo d'oro"( Italiaans voor "gouden appel"), eetbaar waren. Door kruisen en selecteren kreeg de tomaat de rode kleur. Sinds de 19de eeuw is het een veelgebruikte groente in de Europese keuken.

## Kenmerken
De tomaat is een meerjarige die als eenjarige wordt gekweekt. Het is van nature een kruipende plant. Om de bodemoppervlakte efficiënter te benutten en het natuurlijk bederf van de op de grond liggende rijpe vruchten te voorkomen wordt de plant opgebonden aan stokken of touwen. Het blad en de stengel zijn giftig, net zoals bij aardappel-, aubergine-, paprika- en bosbessenplanten. De bloemen vormen lange trossen die bij kerstomaten lange tijd kunnen doorbloeien. De groene bessen (tomaten) die door de plant worden gevormd zijn licht giftig. De bladeren zijn bezet met haartjes, waarop kliertjes staan die bij aanraking de typische tomatengeur verspreiden.

## Anatomie vrucht
Er is een verschil hoe men vanuit culinair oogpunt en biologisch oogpunt naar de delen van een tomaat kijkt.

### Culinair
Het harde velletje wordt "de schil" genoemd. Afhankelijk van de tomaatsoort zijn de kroonbladeren en het steeltje nog aanwezig, deze worden nooit gegeten. Dit wordt ook wel het 'kroontje' van de tomaat genoemd. Het steeltje loopt door in de tomaat, de 'harde kern', welke ook nog groene stukjes kan bevatten. De schil van de tomaat kan gegeten worden, in recepten wordt aangegeven of tomaten al dan niet 'ontveld' dienen te worden.
De rest vormt het 'vruchtvlees' van de tomaat, dus niet alleen het gedeelte direct onder de schil, maar alle zachte delen inclusief de pitjes. Al deze delen zijn eetbaar, ook de pitjes. Indien het van belang is voor het gerecht wordt in een recept aangegeven of de pitjes, het vocht (de gelei rond de pitjes) of andere gedeelten moeten worden verwijderd.
Bij zeer rijpe tomaten kunnen de zaadjes binnenin al ontkiemen met een 'worteltje' in de zaadlijst. Ook deze zaadjes en kiemen kunnen gegeten worden omdat ze geen tomatine bevatten, dit in tegenstelling tot de zaden en kiemen die buiten de vrucht ontsproten zijn.

## Tomaten als voeding

### Productie
De tomaat is 's werelds op één na meest geproduceerde vrucht: de wereldproductie bedroeg in 2021 ruim 189 miljoen ton. China is verreweg 's werelds grootste producent van tomaten met ca. 1/3 van de mondiale oogst. Nederland produceert ongeveer 1 miljoen ton tomaten/jaar, dat is ca. 52 kilo per inwoner. Dit tegenover een consumptie van 5½ kilo/inwoner/jaar. Het overgrote deel van de Nederlandse tomaten wordt dan ook geëxporteerd, met Duitsland als grootste afzetmarkt (38%). 48% van alle tomaten in Duitsland komt uit Nederland; Duitsland produceert zelf maar weinig, zo'n 85.000 ton/jaar, ca. 1 kg/inwoner/jaar. België produceert zo'n 260.000 ton, ca. 23 kilo per inwoner. Opvallend is de efficiëntie van de Nederlandse productie: Nederland staat hier wereldwijd op nummer 1 met 507 ton/hectare/jaar, op de voet gevolgd door België met 506 ton. Andere landen volgen op grote afstand, bijv. China met 56 ton/hectare/jaar, de VS met 90 ton, en Italië met 62 ton.

### Voedsel
De tomaat wordt als groente gegeten, dit kan zowel rauw als gekookt. Er kunnen salades, tussendoortjes, snacks of borrelhapjes mee worden gemaakt. Tomaten zijn geschikt voor soepen, sauzen en koude bereidingen. Als drank worden tomaten verwerkt tot (diverse varianten op) tomatensap. Ook is er een grote verscheidenheid aan tussenproducten om te gebruiken in gerechten zoals (dubbel) geconcentreerde tomatenpuree, gepelde tomaten of tomatenblokjes in saus. Tomaten worden verder verwerkt tot tomatenpoeder en tot lycopeen, deze worden in diverse producten verwerkt.
In Amerika worden (onrijpe) groene tomaten verwerkt in een chutney; hiervan mag men niet te veel eten wegens het giftige tomatine in de groene delen van de plant. Ondanks hun giftige imago zijn ook de bladeren in kleine hoeveelheden eetbaar. Het eten van het blad wordt al sinds de 17de eeuw als traditie in Azië vermeld.

#### Soorten consumptie tomaten
In het ruime assortiment dat gekweekt wordt onderscheiden we de klassieke tomaat (vleestomaat, grotere trostomaten e.d.), de Bourgondische tomaten (trostomaten), de Mediterrane tomaten (pruimtomaten, coeur de boeuf enz.) en de snack of aperitieftomaten (cherrytomaatjes, kleine pruimtomaatjes enz.).
Vrijwel alle soorten zijn ook in een biologische versie verkrijgbaar.

#### Beroemde gerechten met tomaten
- voorgerecht
  - Salade Caprese, salade met tomaat, mozzarella en basilicum
- soep
  - Gazpacho, koude tomatensoep
  - Bouillabaisse, warme vissoep
- saus
  - ketchup, koude saus die op of bij gerechten geserveerd wordt
  - Salsa, koude saus met zeer fijn gesneden ingrediënten die als bijgerecht geserveerd wordt
  - Bolognesesaus, warme saus die voornamelijk met pasta gegeten wordt.
- drank
  - Bloody Mary, cocktail op basis van tomatensap en wodka
  - Red Eye, cocktail met tomatensap, bier en rauw ei ('anti kater ontbijt')

### Smaak
De smaak hangt af van de samenstelling van de tomaat. Een tomaat bestaat voor het overgrote deel uit water en bevat slechts 5 tot 7% droge stof. Van die droge stof is de helft suikers, 9% appelzuur, 4% citroenzuur en de rest bestaat uit aminozuren o.a. glutaminezuur, mineralen en zouten waaronder glutamaten. Hoewel een tomaat meer dan 400 aromatische stoffen bevat, maken deze slechts 0,1% van de tomaat uit.
De twee belangrijkste smaakmakers zijn het niveau en de verhouding tussen zuur en zoet. Bij een zowel laag zoet- als zuurgehalte is het resultaat een waterachtige tomaat, terwijl veel suiker en weinig zuur leidt tot een flauwsmakende tomaat, vergelijkbaar met een overrijpe tomaat. Meer zuur en minder suiker daarentegen geeft een scherpe smaak. Extra zout bevordert de zoetheid en zachtheid, extra kalium voor een zuurdere smaak maar dan neemt ook de kans op neusrot toe.
Tomaten verliezen hun smaak bij een lagere temperatuur dan 8 °C, bijvoorbeeld als ze in de koelkast bewaard worden.

### Gezondheid
Tomaten bevatten veel vitamine C, carotenen, vitamine B1, vitamine B2 en vitamine B6 en de mineralen kalium, fosfor en magnesium. De tomaat bevat de kleurstof lycopeen, deze geeft de tomaat haar rode kleur. Hoe roder de tomaat, hoe meer lycopeen. Lycopeen is een sterk antioxidant die de menselijke cellen kan beschermen tegen o.a. de nadelige invloeden van stikstofdioxiden. Lycopeen speelt mogelijk ook een rol bij bescherming tegen kanker. Het behoort tot de plantenkleurstoffen die bekendstaan als de zogenaamde carotenoïden.
Bij verhitting van tomaten komt meer lycopeen vrij door afbraak van de celwanden. Daarnaast verandert lycopeen in een variant die beter opneembaar is door het lichaam.
In groene tomaten is de gifstof tomatine nog aanwezig; dit is evenals de stof solanine die in aardappels voorkomt een glycoalkaloïde.

### Groente of fruit
In 1893 besliste het Hooggerechtshof in de Verenigde Staten dat de tomaat voor de Amerikaanse wet als groente (en niet als fruit) moet worden beschouwd. Het proces was aangespannen in verband met de verschillende belastingtarieven die golden voor fruit en groenten. In België en Nederland wordt de tomaat vaak gezien als groente omdat ze meestal als dusdanig bereid wordt. Zie ook de uitleg in verschil tussen groente en fruit. Tegenwoordig (2025) raakt de naam "vruchtgroente" steeds meer in gebruik, met name door het advies deze categorie niet in de koelkast te bewaren. 

## Tomaten als protest-symbool
Het werpen van (rotte) tomaten is daarnaast een traditioneel wapen van protest tegen slechte prestaties van bijvoorbeeld podiumkunstenaars. Een belangrijk Nederlands voorbeeld is de Aktie Tomaat in 1969. Van dit gebruik van tomaten komt de naam van de filmrecensiewebsite Rotten Tomatoes, en het gebruik van de tomaat als symbool van de Nederlandse Socialistische Partij.

## Tomaten als feest
Jaarlijks vindt er in het Spaanse dorpje Buñol een tomatengevecht plaats: "La Tomatina".

## Teelt
De tomatenplant wordt in de moderne teelt klimmend gekweekt en heeft een trosvormige bloeiwijze. De tomatenplant is een warmteminnende en gulzige plant wat de bemesting betreft. Bij tomaat worden de kleur en de stevigheid van de vruchten beïnvloed door de bemesting. In de gangbare teelt kan men deze tijdens de teelt gemakkelijk bijsturen met behulp van kunstmest. Meer voedingszouten zorgen voor meer zuren en suikers wat een sterkere smaak oplevert; bovendien smaakt de tomaat zo minder melig en sappiger. Minpunt voor de teler is echter de geringere vruchtomvang en licht dalende oogst.
Tomaten worden in West-Europa voornamelijk op steenwol in de kassen geteeld door glastuinbouwbedrijven. Tomaten die in Nederlandse kassen worden geteeld veroorzaken gemiddeld anderhalfmaal meer CO2-uitstoot dan tomaten uit Spanje. Biologische tomaten uit Nederland veroorzaken ruim twee keer zoveel CO2-uitstoot omdat de productie minder efficiënt is. Een alternatieve energiebron voor Nederlandse kassen is aardwarmte. Dit wordt al toegepast voor vleestomaten.
De afstand tussen de tomatenplanten vergroten leidt tot grovere, zoetere tomaten: de planten vangen zo meer licht en produceren meer suiker. Gewoonlijk plukt men bladeren boven een rijpe tros om het oogsten te vergemakkelijken met als gevolg een lagere suikerproductie. Laat de teler dit achterwege dan levert ook dit zoetere vruchten op.
De grootste en tevens ook de zwaarste tomaat die ooit gekweekt werd komt uit de Verenigde Staten, woog 4,4 kg en werd geteeld in 2019. De tomaat was van het ras Domingo.

### Ziekten en plagen
De belangrijkste schimmelziekten zijn aardappelziekte ( Phytophthora infestans), blad-, stengel- en nat vruchtrot (Phytophthora nicotiana), bladvlekkenziekte (Cladosporium fulvum), meeldauw (Oidium lycopersici), grauwe schimmel (Botrytis cinerea), kurkwortel (Pyrenochaeta lycopersici), kanker (Didymella lycopersici), sclerotiënrot (Sclerotinia sclerotiorum), fusarium-verwelkingsziekte (Fusarium oxysporum f.sp. lycopersici), fusarium voet- en wortelrot (Fusarium oxysporum f.sp. racidis-lycopersici), slaapziekte of verwelkingsziekte (Verticillium albo-atrum) en voetziekte (Rhizoctonia solani).
De bekendste dierlijke belagers zijn bladluizen, bonenspintmijt, kaswittevlieg, mineervlieg en het wortelknobbelaaltje.

## Fotogalerij ziekten

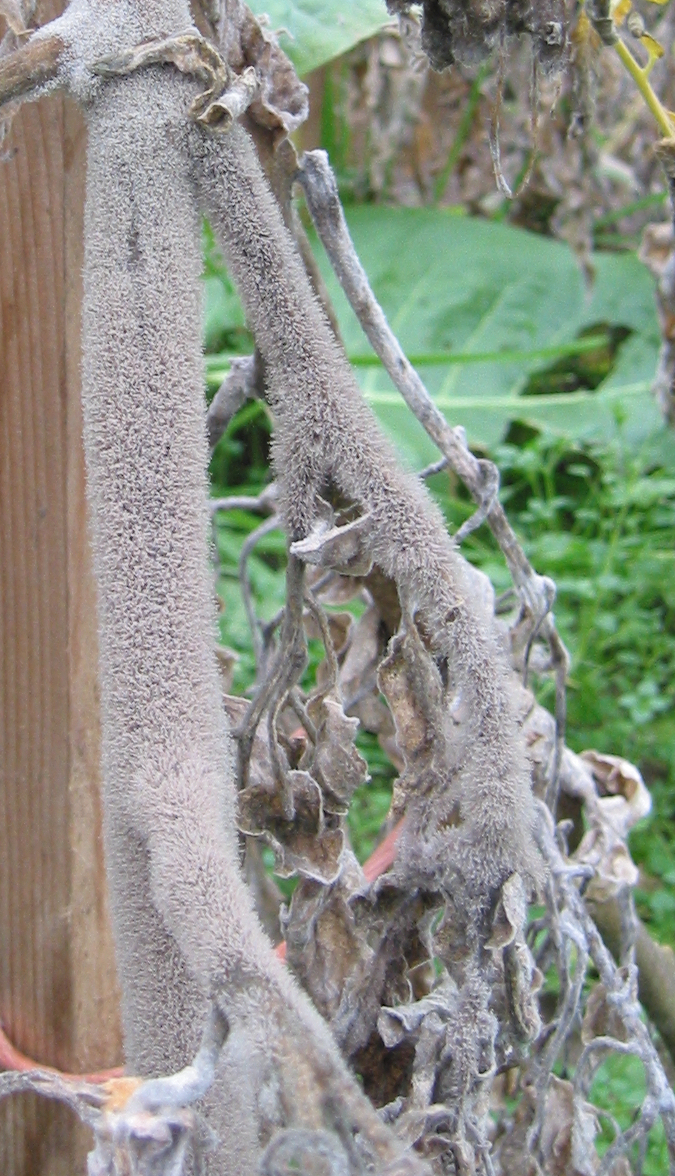
Grauwe schimmel
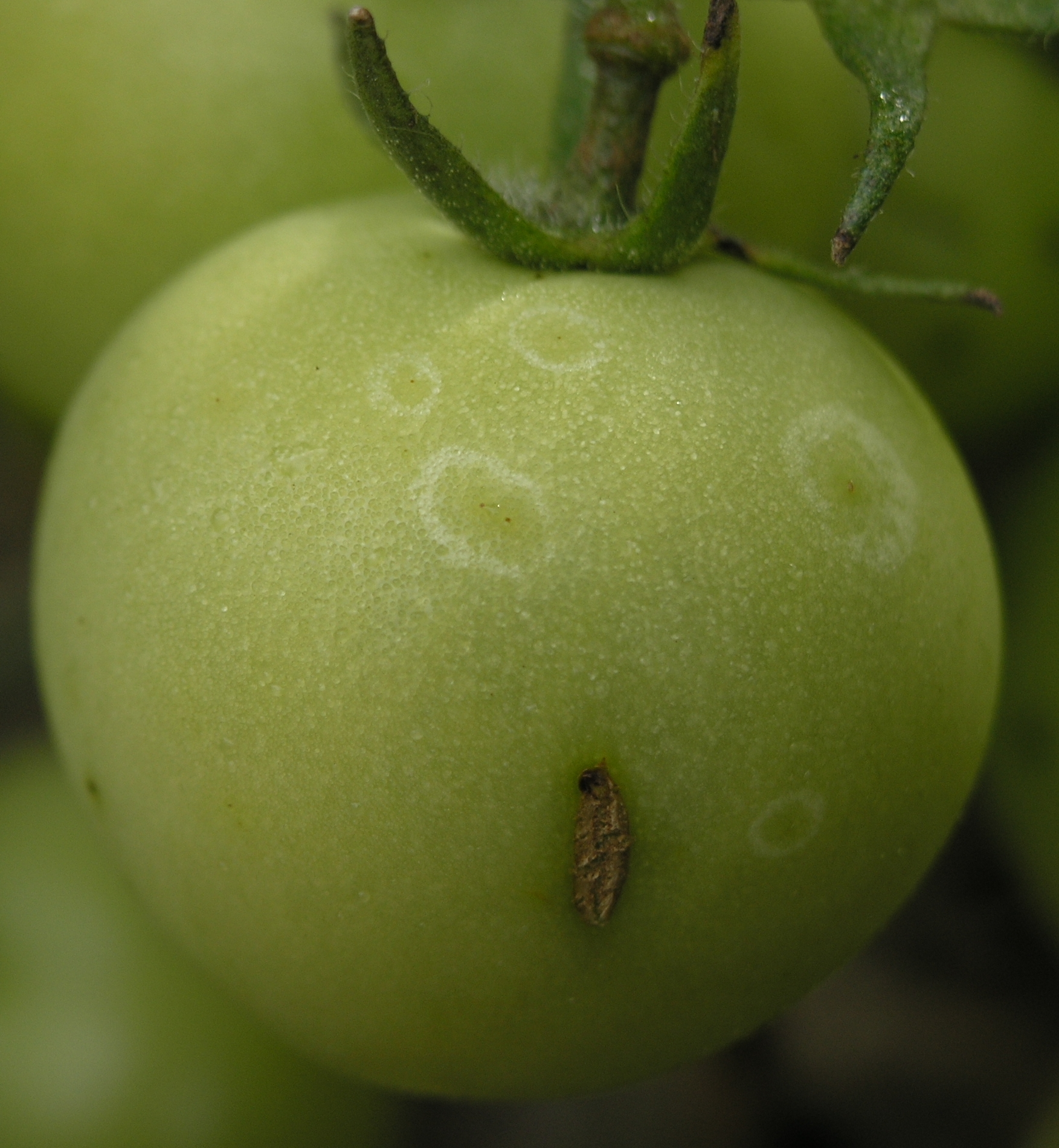
Vlekken door grauwe schimmelinfectie
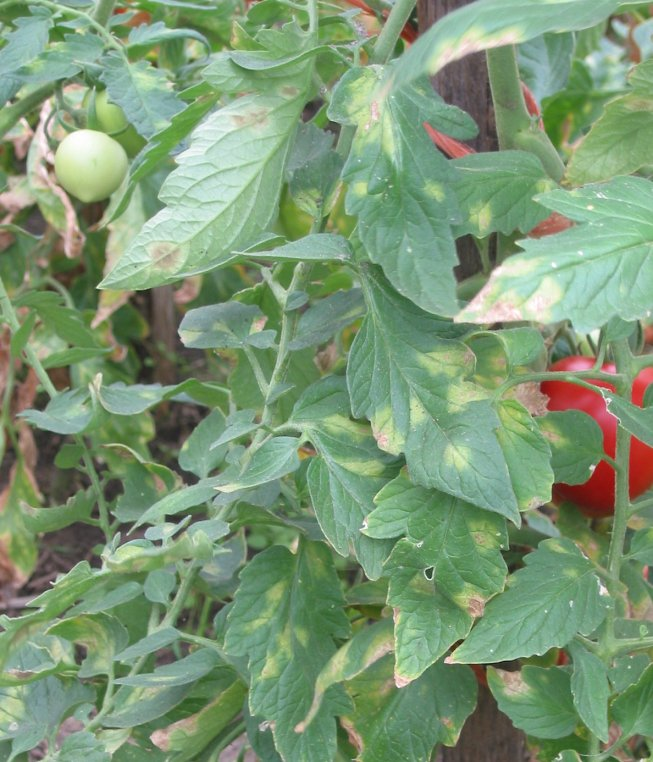
Bladvlekkenziekte
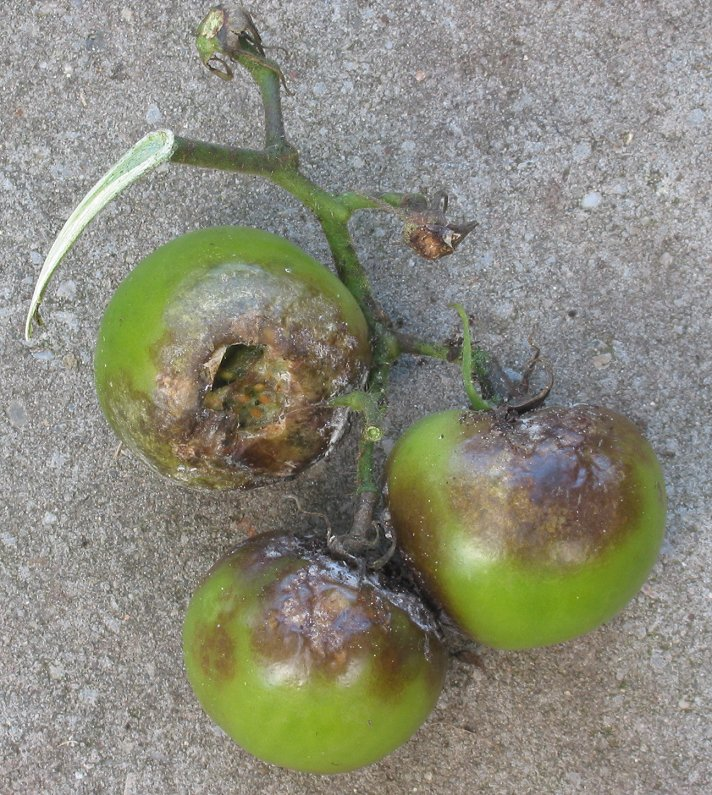
Phytophthora
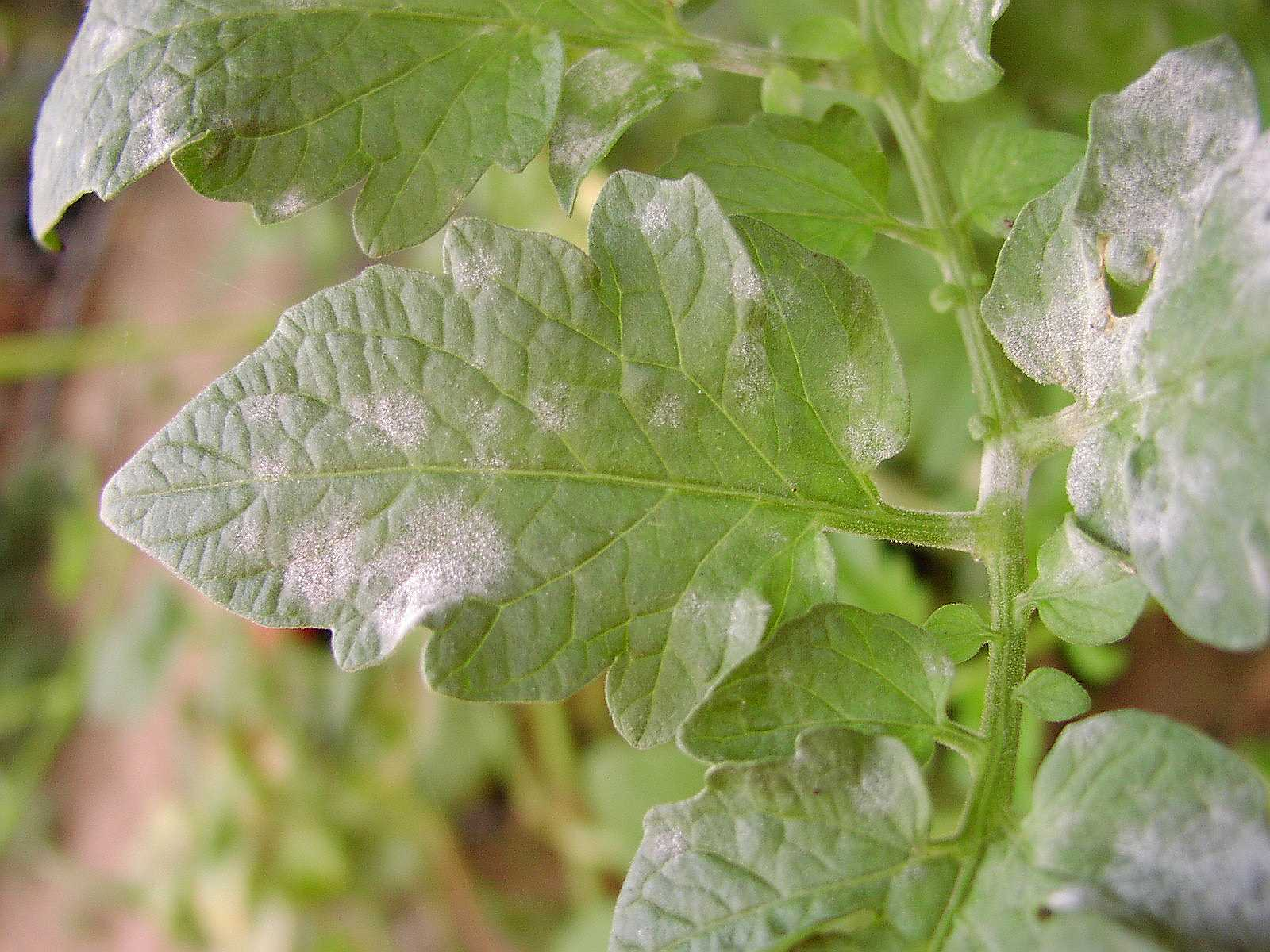
Meeldauw (Oidium lycopersici)
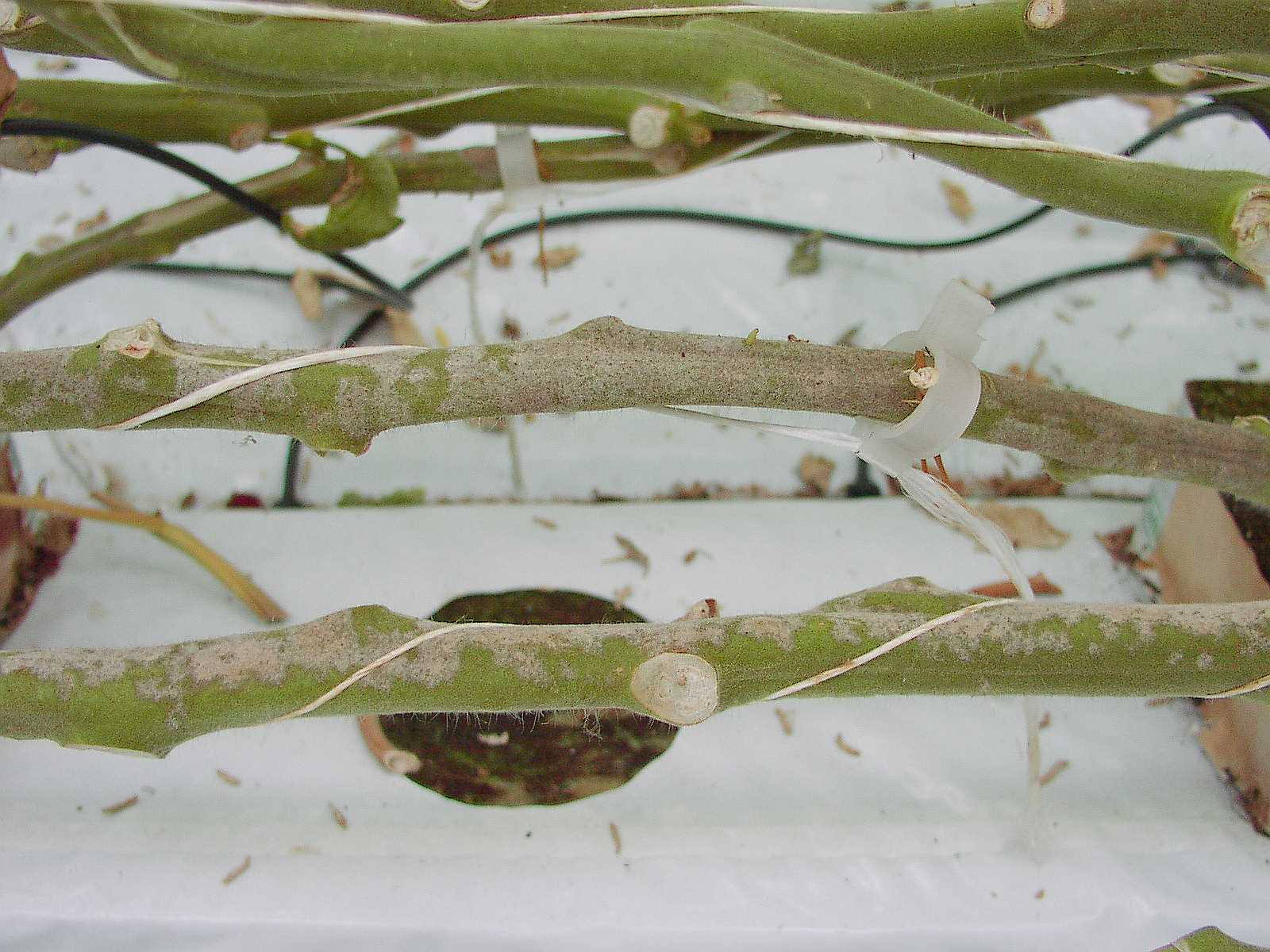
Meeldauw op stengel
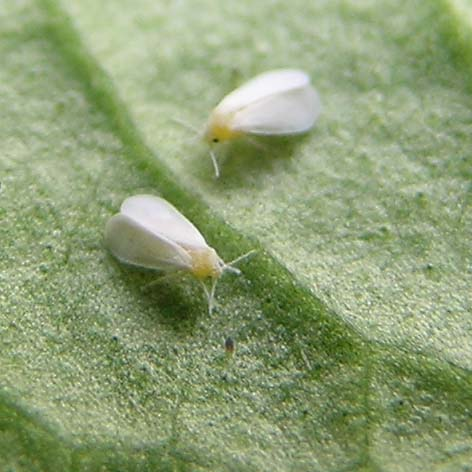
Kaswittevlieg
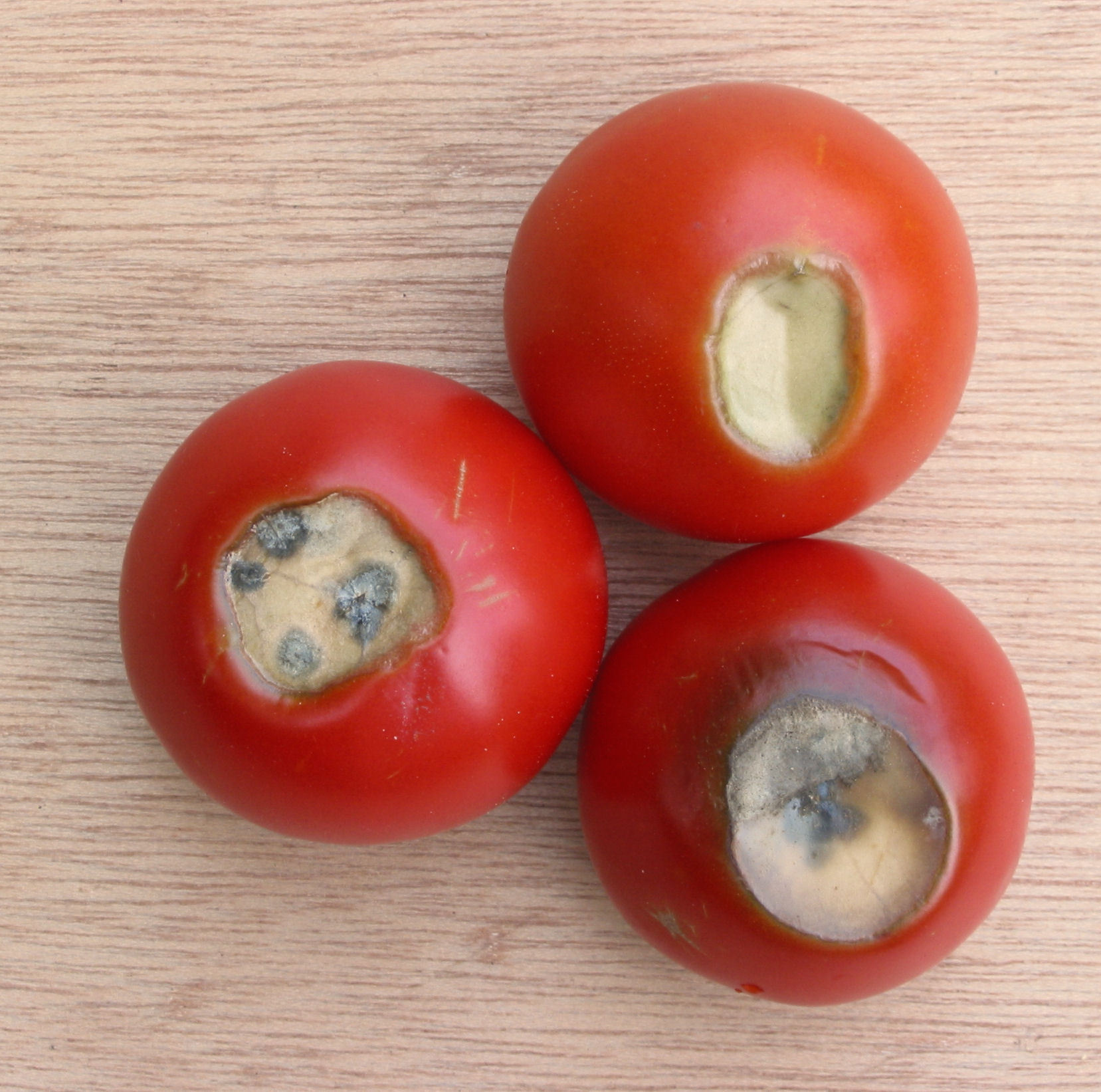
Neusrot door zoutschade